# 경기아트센터
경기아트센터는 경기도 수원시 팔달구에 위치한 종합 공연장이다. 1984년에 기본 계획 수립과 설계 공모가 시작되었고, 1991년 6월에 개관했다.
원래 명칭은 경기도문화예술회관이었으나, 개관 후 경기도청 소유 건축물로 관리되고 있었으나, 2004년 재단법인체가 되어 독립, 명칭 역시 경기도문화의전당으로 바뀌었다. 같은 해 7월에는 용인시 기흥구 보라동에 개관한 경기도국악당을 부속 시설로 통합해 운영하고 있다.
2020년 3월, 현재의 이름으로 바꾸었다.

## 연혁
- 1990년 경기도립극단 창단
- 1991년 6월 경기도 문화예술회관 개관
- 1993년 경기도립무용단 창단
- 1996년 경기도립국악단 창단
- 1997년 경기필하모닉오케스트라 창단
- 2004년 4월 재단법인 경기도문화의전당 설립 등기
- 2004년 06월~ 재단법인 경기도문화의전당 출범
- 2004년 07월~ 경기도국악당 개관
- 2009년 11월~ 경기도립예술단 문화의전당(법인) 소속화
- 2020년 3월 16일~ 경기아트센터 명칭 변경(구 경기도문화의전당)

## 소속 단체
경기아트센터 전속 예술단체로 경기도극단, 경기도무용단, 경기시나위오케스트라, 경기필하모닉오케스트라가 있다. 공식 홈페이지